# 施泰格附近盖斯林根
施泰格附近盖斯林根（發音：[ˈɡaɪslɪŋən ʔan deːɐ̯ ˈʃtaɪɡə]）是德国巴登-符腾堡州斯图加特行政区格平根县的城市，面积75.83平方千米，2023年12月31日人口为29,261人。

## 友好城市
- 德国 比绍夫斯韦达
- 法國 蒙索莱米讷